# 汎アラブ主義

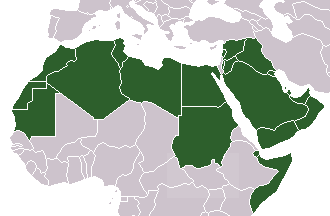
アラブ世界

汎アラブ主義（はんあらぶしゅぎ、Pan-Arabism）とは、中東における国家を超えたアラブ民族の連帯をめざす思想運動。パン・アラブ主義、アラブ民族主義ともいう。

## 概要
起源は、第一次世界大戦期、ヨーロッパ列強による植民地支配やオスマン帝国の支配に抗して起こった、民族自決運動のひとつである。この時期にイギリスに支援されたアラブ反乱が起き、1940年代に、シリアで汎アラブ主義のバアス党が結成される。
理論的には社会主義にアラブ独自の民族主義が混ぜ合わされたものである。バアス党政権の場合、人民民主主義を憲法で掲げ（en:Constitution_of_Iraq）、党内で「同志」（Rafiq）と呼び合い、書記長が強い権限を持つといったソ連型社会主義と共通するところが多い。宗教との関わり合いは曖昧なものがあり、これがイスラーム主義との摩擦を生む原因となる。
また、権力闘争やイスラエルの建国といった現実の問題も汎アラブ主義の浸透を困難なものに変えた。後述のアラブ連合共和国ではエジプト・シリアの政治統合即ち建国直後から権力闘争が勃発し、官僚・軍人においてエジプト出身者とシリア出身者の争いが生じた。この内紛はエジプト側の勝利に見えたが、ハーフィズ・アル＝アサド率いるシリア出身の軍人グループによってクーデターが発生。シリアがアラブ連合から離脱、独立する形で同連合は崩壊した。イラクとシリアのバアス党では熾烈な権力闘争が巻き起こり、そこにスンナ派、シーア派といった現地の既存の宗派間対立が入り込んできた。こうした現実的・近視眼的な内部抗争が頻発した事により、アラブ社会全体からは必ずしも支持が得られず、特にシリアではスンナ派はこうした汎アラブ主義に反発する事となった。
そして、草創期にイスラエル建国が重なった事により、汎アラブ主義は民族運動から反イスラエル闘争へ変質する。この事によって一時は思想が先鋭化するものの、それは対イスラエル関連のみであった。このため、理論化・整合の時間が得られず、特に経済・宗教問題はほとんどなおざりになってしまった。さらに、イスラエルにこうした汎アラブ主義のアラブ諸国が敗北を重ねるという事態も、民衆が汎アラブ主義に幻滅し、離れていく原因となった。しかし、汎アラブ主義が消滅したと言う訳ではなく、汎アラブ主義者による政治団体は現在でも各地で活動しており、アラブ連盟等を通じてアラブ諸国の連帯が模索されている。
一方で、「アラブ民族の優越」が強調され、アラブ人ではない少数派民族（クルド人やベルベル人等）が迫害や政治的に冷遇されることになった。事実、シリア、イラクではクルド人に対して弾圧、大量虐殺が起き、リビアやチュニジアではベルベル人が権利を抑圧され、一民族として認められず、ベルベル語の使用も制限されている。

## ナーセルとアラブ連合共和国
第二次世界大戦後は、エジプトのナーセル大統領がソ連の援助によって汎アラブ主義を積極的に推し進め、エジプト－シリア間に、アラブ連合共和国を成立させたが、連合は長続きはしなかった。
アラブ諸国で汎アラブ主義路線をとった国は他に、リビア、チュニジア、モロッコなどがある。
ナーセル大統領のアラブ連合共和国の実験が失敗に終わったのちは、汎アラブ主義は反帝国主義運動時代にもっていた熱気は冷めている傾向にある。しかし現在でも依然、汎アラブ主義的心情へ訴えかけつづけているのはパレスチナ問題であろう。

## カダフィとアラブ共和国連邦
1969年クーデターで王政を打倒してリビア・アラブ共和国を樹立したムアンマル・アル＝カッザーフィー（カダフィ）はナーセルに大きな影響を受けており、汎アラブ主義に則った合併をエジプト及びシリアに呼びかけ、1972年3月にはエジプト・リビア・シリアの三カ国で国民投票が行われその成立が支持された。エジプトはさらに踏み込んだ統合を求めたがリビアやシリアは完全な合併には賛成せず、国旗などの象徴的な統合にとどまった。連邦は1972年7月1日に成立したが、1977年11月にエジプト大統領のアンワル・アッ＝サーダートがイスラエルを訪問しイスラエルとの協調路線に舵を切ったためシリアやリビアの反発を招き同年には解体した。
なお、アラブ共和国連邦設立時に採用された赤・白・黒の汎アラブ色に金色のクライシュ族の鷹という統一国旗は、連邦解体に伴いリビアが国旗を緑一色に変えたことを皮切りに、シリアは1980年に、エジプトは1984年にこの国旗の使用をやめた。

## サッダーム・フセイン
近年、対外的に汎アラブ主義を前面にかかげ、欧米・イスラエルとの対決姿勢を崩さなかったのは、イラクのサッダーム・フセイン大統領が率いるバアス党政権であった。この政権は、2003年、アメリカのブッシュ大統領（息子）によるイラク戦争に敗北し、党と政権は解体し、サッダーム及び政権幹部は拘束後、処刑や禁固刑に処された。
現在もなおイラクの汎アラブ主義政権の中立的な歴史的評価は定まっていない。

## 汎アラブ主義とイスラーム主義
なお、職業的なマスコミでさえしばしば誤解、もしくは曲解と受け止められる報道をするが民族運動である汎アラブ主義と、宗教運動であるイスラーム主義、更にはイスラーム「原理主義」は時と場合によっては対立する概念である。
汎アラブ主義においてはイスラム教は「アラブ民族の誇る宗教文化の一つ」とされるが政治へのイスラム教の介入は忌避された。この事はキリスト教徒、ユダヤ教徒等の非イスラム教徒アラブ人が汎アラブ主義に参加している大きな理由である。また、シリアのハーフィズ・アル＝アサド大統領の出身であるイスラム教アラウィー派の様に、イスラム主流社会たるスンニ派やシーア派（12イマーム派）から差別された少数派であっても参加する事ができる大きな理由となった。
しかし、これは明確な主張というよりは、無神論を訴える共産主義（マルクス主義）と既存の民族主義の妥協の産物といえるものであった。アラブ諸国においてソヴィエト式の厳密なマルクス・レーニン主義体制を取った国は、過去には旧南イエメン人民共和国（現・イエメン）しか存在していない。なお、これに対して旧北イエメン（イエメン・アラブ共和国）は王政が倒された後にナーセルに強い影響を受けた汎アラブ主義国家が誕生しており（外交的には親サウジアラビア→親エジプト及びソヴィエト→親サウジアラビア及び旧西側諸国）、統一されるまでアラブ社会独特の南北問題が存在していた事になる。
このため、現実には宗教と政治を分離する名分に乏しく、伝統的に宗教の力が強いアラブにおいて発生した汎アラブ主義は政教分離に成功していないとされる。シリアでは1973年にハーフィズ・アル＝アサド大統領がレバノンのシーア派イスラーム指導者ムーサ・サドルから「アラウィー派はシーア派の分派である」とのファトワーを引き出した。この様にイスラームとの距離のおき方は成立以来の懸念材料であった。
それでも神権を第一とするイスラーム主義にとっては、イスラームを表面的・形式的とはいえ減退させる汎アラブ主義とは対立せざるを得ない。エジプト、シリア等では早くからムスリム同胞団等による爆弾テロや要人誘拐・暗殺が起こり、シリアに至ってはその報復に無関係の多数の一般市民を巻き込んだ弾圧に乗り出した。
1982年、シリアの大都市の一つでスンニ派社会の中心であったハマーでムスリム同胞団による反政府暴動が発生し、当時のシリア大統領ハーフィズ・アル＝アサドは大統領親衛隊、特殊部隊、空軍を動員してこれを強硬に鎮圧。ムスリム同胞団ばかりでなく一般市民の多くが逮捕・拷問・処刑され、歴史的建造物やモスクを含むハマ市街そのものが砲撃や爆撃で破壊されるという大弾圧を行った（ハマー虐殺）。
（なお、シリアはアメリカからレバノンのイスラーム主義組織「ヒズボラ」に対する支援が指摘されてテロ支援国家に指定されているが、これはシリアのバアス党政権とヒズボラが掲げる反イスラエルという共通の利害の一致によるものと考えられる。また、近年ではイスラエル以上にアルカイーダ系のスンナ派イスラム過激派勢力の伸張が、世俗主義とイスラーム主義、アラブ人とペルシア人という本来なら対立概念をも含んでいるはずのシリア・ヒズボラ・イランの非スンナ派同盟をより強固なものとしている他、シリア内戦においてもイスラム国やアルカイーダ等のスンナ派イスラム過激派勢力の脅威が、汎アラブ主義とクルド民族独立と言う互いに対立しかねない概念を大義に掲げているアサド・バアス党政権とクルド人民防衛隊（YPG）やクルド民主統一党（PYD）との協調に繋がっている。）
イラン（ペルシア人）のイスラム革命の直後に起こったイラン・イラク戦争は、この対立が具現化したものである。
このほか表面的、欧米的な見方ではあるが、汎アラブ主義の社会主義的側面を捉えてアラブ独自の左翼、民族主義的側面を捉えて右翼と捉える識者もいる。
またアルカーイダ系のイスラム過激派は汎アラブ主義に強硬に反対しており、アメリカのブッシュ（息子）政権がイラク戦争前に主張した「サッダーム・フセイン政権とアルカイーダが協力関係にある」との見解は、汎アラブ主義に基づいた反欧米・反イスラエルと、イスラーム主義に基づいた反欧米・反イスラエルを混同した最たるものである。

### 対立関係にある中近東の思想・民族主義
- イスラム主義
- オスマン主義
- コプトのアイデンティティ
- レバノン国民主義
- フェニキア主義
- ベルベル主義
- クルド国民主義
- 大シリア（歴史的シリア）主義